# Michapú
Michapú es el nombre con que designaban al Ser Supremo algunas tribus indígenas de América Septentrional.
Antes de existir el mundo, Michapú creó el cielo y los animales. Puso a estos en una calzada flotante, pero al convencerse de que así no podrían vivir, pidió al dios de las aguas que  las separara en cierta extensión para que pudieran habitarla aquellos seres. Su petición fue desoída y entonces Michapú envió a la rata y a la nutria en busca de tierra. Regresaron los dos animales llevando unos granos de arena, de los que el dios pudo  formar el globo terráqueo, colocando en él a los animales creados, que bien pronto empezarían a luchar entre sí destrozándose. Michapú castigo tal ingratitud destruyéndolos y de los restos putrefactos de aquellos seres formó la raza humana.